# Amieva (ort)
Amieva är en ort i Spanien.   Den ligger i den autonoma regionen Asturien, i den norra delen av landet, 300 km norr om huvudstaden Madrid. Amieva ligger 599 meter över havet.